# Steve Heinze
Stephen Herbert "Steve" Heinze, född 30 januari 1970, är en amerikansk före detta professionell ishockeyforward som tillbringade tolv säsonger i den nordamerikanska ishockeyligan National Hockey League (NHL), där han spelade för ishockeyorganisationerna Boston Bruins, Columbus Blue Jackets, Buffalo Sabres och Los Angeles Kings. Han producerade 336 poäng (178 mål och 158 assists) samt drog på sig 379 utvisningsminuter på 694 grundspelsmatcher. Han spelade också på lägre nivåer för Manchester Monarchs i American Hockey League (AHL) och Boston College Eagles (Boston College) i National Collegiate Athletic Association (NCAA).
Heinze draftades i tredje rundan i 1988 års draft av Boston Bruins som 60:e spelaren totalt.

## Statistik
| 1986–1987   | Lawrence Academy Spartans |             | 23  | 26  | 24  | 50  | —   | —  | —  | —  | —  | —  |
| 1987–1988   | Lawrence Academy Spartans |             | 23  | 30  | 25  | 55  | —   | —  | —  | —  | —  | —  |
| 1988–1989   | Boston College Eagles     | NCAA        | 36  | 26  | 23  | 49  | 26  | —  | —  | —  | —  | —  |
| 1989–1990   | Boston College Eagles     | NCAA        | 40  | 27  | 36  | 63  | 41  | —  | —  | —  | —  | —  |
| 1990–1991   | Boston College Eagles     | NCAA        | 35  | 21  | 26  | 48  | 35  | —  | —  | —  | —  | —  |
| 1991–1992   | Boston Bruins             | NHL         | 14  | 3   | 4   | 7   | 6   | 7  | 0  | 3  | 3  | 17 |
|             | USA                       |             | 49  | 18  | 15  | 33  | 38  | —  | —  | —  | —  | —  |
| 1992–1993   | Boston Bruins             | NHL         | 73  | 18  | 13  | 31  | 24  | 4  | 1  | 1  | 2  | 2  |
| 1993–1994   | Boston Bruins             | NHL         | 77  | 10  | 11  | 21  | 32  | 13 | 2  | 3  | 5  | 7  |
| 1994–1995   | Boston Bruins             | NHL         | 36  | 7   | 9   | 16  | 23  | 5  | 0  | 0  | 0  | 0  |
| 1995–1996   | Boston Bruins             | NHL         | 76  | 16  | 12  | 28  | 43  | 5  | 1  | 1  | 2  | 4  |
| 1996–1997   | Boston Bruins             | NHL         | 30  | 17  | 8   | 25  | 27  | —  | —  | —  | —  | —  |
| 1997–1998   | Boston Bruins             | NHL         | 61  | 26  | 20  | 46  | 54  | 6  | 0  | 0  | 0  | 6  |
| 1998–1999   | Boston Bruins             | NHL         | 73  | 22  | 18  | 40  | 30  | 12 | 4  | 3  | 7  | 0  |
| 1999–2000   | Boston Bruins             | NHL         | 75  | 12  | 13  | 25  | 36  | —  | —  | —  | —  | —  |
| 2000–2001   | Columbus Blue Jackets     | NHL         | 65  | 22  | 20  | 42  | 38  | —  | —  | —  | —  | —  |
|             | Buffalo Sabres            | NHL         | 14  | 5   | 7   | 12  | 8   | 13 | 3  | 4  | 7  | 10 |
| 2001–2002   | Los Angeles Kings         | NHL         | 73  | 15  | 16  | 31  | 46  | 4  | 0  | 0  | 0  | 2  |
| 2002–2003   | Los Angeles Kings         | NHL         | 27  | 5   | 7   | 12  | 12  | —  | —  | —  | —  | —  |
|             | Manchester Monarchs       | AHL         | 18  | 8   | 9   | 17  | 12  | —  | —  | —  | —  | —  |
| NHL totalt  | NHL totalt                | NHL totalt  | 694 | 178 | 158 | 336 | 379 | 69 | 11 | 15 | 26 | 48 |
| NCAA totalt | NCAA totalt               | NCAA totalt | 111 | 74  | 85  | 159 | 102 | —  | —  | —  | —  | —  |

### Internationellt
| Källa:        | Källa:        | Källa:        |         | Utv = Utvisningsminuter | Utv = Utvisningsminuter | Utv = Utvisningsminuter | Utv = Utvisningsminuter | Utv = Utvisningsminuter |
| År            | Lag           | Mästerskap    | Matcher | Mål                     | Assists                 | Poäng                   | Utv                     |                         |
| ------------- | ------------- | ------------- | ------- | ----------------------- | ----------------------- | ----------------------- | ----------------------- | ----------------------- |
| 1992          | USA           | OS            | 8       | 1                       | 3                       | 4                       | 8                       |                         |
| 2000          | USA           | VM            | 7       | 0                       | 3                       | 3                       | 8                       |                         |
| Senior totalt | Senior totalt | Senior totalt | 15      | 1                       | 6                       | 7                       | 16                      |                         |